# Carlos Miguel Fitz-James Stuart y Silva
Carlos Miguel Fitz-James Stuart y Silva   (Madrid, 19 de maig de 1794 - Sion, 7 d'octubre de 1835) va ser un noble i mecenes espanyol, duc de Berwick, de Llíria i d'Alba.
Fill de Jacobo Fitz-James Stuart i de María Teresa de Silva y Palafox. Va perdre el seu pare de molt jove i va quedar a càrrec de la seva mare, que va procurar-li una bona educació i va transmetre-li l'amor i la passió per l'art, la literatura, la música i el teatre. El 1802 va rebre una important herència arran de la mort de la seva tia Pilar: va heretar els títols i dominis de la casa d'Alba, que va unir als que ja posseïa com a duc de Berwick i de Llíria. Seguint la tradició aristocràtica europea, va dur a terme el seu Grand Tour, que va documentar en un diari de viatge. Va iniciar la seva formació a París (1812-1814) i després es va traslladar a Itàlia (1814-1821) i es va establir a Florència, Roma i Nàpols, tot i que durant el mateix període va visitar ocasionalment Àustria (1815), França i Espanya (1818 i 1819). Es va casar a Roma el 15 de febrer de 1817 amb Rosalia Ventimiglia de Moncada, de la casa siciliana dels prínceps de Grammonte, amb qui va tenir tres fills: Jacobo, següent duc d'Alba, Enrique, comte de Galve, i Luis, mort sent un infant.
Durant el temps que va estar a Itàlia va conrear i interessar-se per la pintura, la música i el teatre, a més de fer visites culturals a museus, monuments, galeries i jaciments arqueològics. Així mateix, va formar una col·lecció artística, amb obres d'artistes com Antonio Canova, Nicolas Poussin, Salvator Rosa o Canaletto, a més de tractar i relacionar-se amb moltes artistes del moment com Louis Lemasle, Franz Catel o José de Madrazo. També va formar una col·lecció d'antiguitats, tot i que amb menor mesura, amb diversos atuells de la Magna Grècia i escultures de l'Antiguitat. Altrament, va esdevenir protector i mecenes de diversos joves artistes espanyols, com els gravadors José Alcaide i Manuel Esquivel. A més del vessant cultural, també va ocupar-se de la gestió del patrimoni familiar al regne de les Dues Sicílies.
El 1821 va començar a traslladar a Madrid les seves innombrables obres d'art, tanmateix, a causa de dificultats econòmiques no va poder fer-ho en la seva totalitat, i va haver de deixar i vendre molts dels objectes a Itàlia i França per tal de pagar els creditors. El 1823 va continuar amb diverses vendes per tal d'afrontar els deutes amb tapissos teixits a Brussel·les, que la família posseïa des de 1662. Es considera que la passió per les arts i la seva política d'adquisicions va ser el que va causar la ruïna econòmica al duc, tot i que altres ho atribueixen també a la poca rendibilitat de les terres i una mala administració dels seus dominis i els interessos bancaris.
Quant a la vinculació amb la monarquia espanyola, va ser gentilhome de cambra de Ferran VII i d'Isabel II. Gran Creu de l'Orde de Carles III. Per la banda de mecenes, la seva tasca va ser reconeguda amb l'atorgament dels títols de soci de l'Acadèmia de Sant Lluc de Roma (1817), l'Acadèmia de Georgófilos de Florència (1820), la Reial Acadèmia de Belles Arts d'Anversa (1824) i acadèmic d'honor a la Reial Acadèmia de Belles Arts de Sant Ferran (1834).
Va morir a Suïssa, mentre es dirigia a Nàpols, el 7 d'octubre de 1835. Va succeir-lo el seu fill, Jacobo Fitz-James Stuart.